# .ad
.ad je vrhovna internetska domena (country code top-level domain - ccTLD) za Andoru.
Domenom upravlja Servei de Telecommunicacions d'Andorra.

## Vanjske poveznice
- IANA .ad whois informacija  Arhivirana inačica izvorne stranice od 16. svibnja 2008. (Wayback Machine)